# Antonio Gambino
Antonio Gambino (Roma, 7 agosto 1926 – Roma, 2 maggio 2009) è stato un giornalista e saggista italiano.

## Biografia
Nato in una famiglia palermitana di estrazione borghese (il padre, Roberto, era avvocato) trasferitasi a Roma nel 1919, Gambino visse sempre nella capitale. Dopo aver frequentato la scuola media al Marcantonio Colonna e il liceo all'Liceo classico Ennio Quirino Visconti, si laureò a pieni voti nel 1948 in Filosofia del diritto. 
Avendo rifiutato, dopo un forte scontro con il padre, di intraprendere la carriera forense, cominciò subito la carriera giornalistica partendo con lo sport su una piccola testata locale che usciva la domenica sera fornendo risultati e reportage sulla partita di Serie A giocatasi nel pomeriggio a Roma. Ebbe in particolare grande successo un suo instant article sulla partita Roma - Lucchese 0-1 che condannò i giallorossi alla retrocessione in Serie B al termine del Campionato 1950-51.
Lasciato il giornalismo sportivo, la carriera di Gambino fu segnata dall'incontro con Gualtiero Jacopetti con cui fondò nel 1953 il settimanale Cronache (in decisa controtendenza rispetto ad altri ebdomadari, questi ultimi più incentrati sugli aspetti frivoli della vita), di cui diventa redattore capo. Nel 1955, quando Jacopetti è costretto ad abbandonare il periodico per i suoi problemi giudiziari, è Antonio Gambino ad assumerne la direzione temporanea favorendo l'operazione che porterà alla nascita dell'Espresso. La nuova testata esce per la prima volta il 2 ottobre 1955: Antonio Gambino ne è il redattore capo, con Arrigo Benedetti direttore ed Eugenio Scalfari vice-direttore. Questo status-quo dura per più di cinque anni fino a che, all'inizio del 1961, desideroso di scrivere di più, abbandona l'incarico direzionale per diventare la prima firma della politica estera, ruolo che conserverà per 36 anni curando la rubrica Taccuino Internazionale.
Dopo anni di viaggi che lo hanno portato a visitare più di 100 paesi, Gambino aveva maturato una serie di convinzioni "laiche" sull'influenza negativa dei due grandi blocchi contrapposti sullo scenario internazionale, il blocco americano e quello sovietico. La caduta del Muro di Berlino lo portarono a posizioni di forte critica verso la superpotenza americana, da lui vista come principale ostacolo alla democrazia e allo sviluppo globale.
Per quanto riguarda la sua produzione saggistica, Antonio Gambino ha scritto più di 20 libri dividendosi equamente tra politica interna ed estera. Tra questi, sono da ricordare, sulla politica interna, Storia del PNF e Storia del dopoguerra-Dalla liberazione al potere DC, mentre, sul proscenio internazionale, il libro L'Italia da Yalta a Praga fino al best seller Vivere con la bomba-La logica nucleare da Hiroshima alle guerre stellari.

## Opere
- 1972 - Le conseguenze della seconda guerra mondiale. L'Italia da Yalta a Praga, Laterza
- 1975 - Storia del dopoguerra dalla Liberazione al potere DC, Laterza
- 1977 - Andreotti. Intervista su De Gasperi, Laterza
- 1986 - Vivere con la bomba
- 1993 - Il mito della politica (Premio Viareggio per la saggistica)[1]
- 1998 - Inventario italiano
- 2001 - L'imperialismo dei diritti umani, Editori Riuniti
- 2003 - Perché oggi non possiamo non dirci antiamericani, Editori Riuniti